# 점박이꼬리상어
점박이꼬리상어(학명:Carcharhinus sorrah)는 흉상어목 흉상어과 흉상어속에 속하는 물고기이다. 전체적인 몸길이는 1.6m로 상어에서는 작은 편에 속하는 상어이다.

## 특징과 먹이
점박이꼬리상어는 소라상어라는 이름으로도 불리는 흉상어목 흉상어과 흉상어속 상어의 일종으로 표면에서 위도 31 ° N과 31 ° S 사이의 열대 인도 서태평양에서 표면에서 약 72m (236 피트) 깊이까지 발견된다. 영어권에서는 스폿테일샤크(Spot-Tail Shark)라는 이름으로 불린다. 점박이꼬리상어는 약 1.6m(5피트 3인치)까지 자라는 방추형 물고기이다. 상당히 길고 뾰족한 주둥이와 적당히 큰 눈을 가지고 있다. 첫번째 등지느러미는 크고 구부러져 있는 반면 두번째 등지느러미는 작고 낮다. 등과 옆구리는 회색이고 배는 흰색이며 측면에 긴 흰색 줄무늬가 있다. 이 종은 두 번째 등지느러미, 가슴 지느러미 및 꼬리 지느러미의 하엽에 대한 독특한 검은색 끝으로 열대 바다에서 발견되는 다른 흉상어과의 상어와 구별할 수 있다. 척추 위의 융기는 첫번째 등지느러미에서 두번째 등지느러미까지 뻗어 있으며 꼬리 지느러미의 상엽 바로 앞에 움푹 패인 곳이 있다. 윗니는 톱니 모양이고 비스듬하며 삼각형이다. 비슷한 범위를 차지하는 호주흑기흉상어(C. tilstoni)는 지느러미와 비슷한 검은색 팁을 가지고 있지만 첫번째 등지느러미에 검은색 팁이 추가로 있다. 두등지느러미 사이에 융기가 없고 윗니도 다르며 가늘고 곧고 뾰족하다. 점꼬리상어는 낮에는 해저 근처에서 보내고 밤에는 수면에서 보내며, 가장 자주 산호초 주변에서 지낸다. 점박이꼬리상어는 바다의 상위 포식자이며 주요한 먹이로는 가다랑어와 농어, 오징어와 같은 두족류, 갑각류를 잡아 먹는 육식성의 상어이다.

## 서식지, 산란기, 어획
점박이꼬리상어의 주요한 서식지는 열대 인도양과 서부 태평양 일대이며 대륙붕 및 섬으로 이뤄진 연안에서 주로 서식한다. 일반적으로 약 73m(240피트) 깊이에서 발견되지만 깊게는 140m(460피트) 깊이까지 사는 표해수대의 어종이다. 그 범위는 동아프리카 해안, 마다가스카르, 홍해에서 인도, 말레이시아, 중국, 필리핀 및 호주 북부까지 확대된다. 산란기는 4월~6월이 되는데 북반구에서는 봄과 여름인 시기가 산란기이며 남반구에서는 가을과 겨울이 산란기가 된다. 또한 점박이꼬리상어는 난황낭 태반을 가진 태생으로 일년에 한번씩 1마리에서 8마리의 유어를 낳는다. 임신 기간은 10개월이고 유어는 출생시엔 약 50cm(20인치)이다. 유어는 얕은 연안 해역에서 자란다. 처음에는 빠르게 성장하여 첫해에 길이가 약 20cm(8인치) 증가하지만 그 이후에는 성장이 느려진다. 암컷은 2-3년에 성적으로 성숙하고 최대 7년을 사는 반면 수컷은 최대 5년까지 산다. 이상어는 약 1.6m(5피트 3인치)까지 자란다. 점박이꼬리상어는 식용으로도 이용이 되는 종으로 점박이꼬리상어는 식용할 때는 회, 고기, 스쿠알렌, 샥스핀으로 많이 먹는다. 그것은 그 범위의 대부분에 걸쳐 상업적으로 어획되며 국제자연보전연맹(IUCN)은 그것을 거의 위협적인 것으로 간주한다. 점박이꼬리상어는 소규모 상업 어업에 의해 그 범위의 많은 부분에서 낚싯줄과 아가미 그물로 잡힌다. 살은 식용으로 사용할 때 간은 비타민으로 지느러미는 상어 지느러미 수프로 내장은 어분으로 사용된다. 국제자연보전연맹(IUCN)은 이상어를 거의 멸종 위기에 처한 것으로 나열했는데 이는 이상어가 많은 범위에서 남획으로 고통받고 있고 많은 개체군이 감소하고 있는 것으로 보이기 때문이다. 호주 북부의 어업은 비교적 잘 관리되고 있는 편이다.

## 같이 보기
- 흉상어목
- 흉상어과